# Meerten ter Borg
Meerten Berend ter Borg (Groningen, 2 augustus 1946 − 26 december 2017) was een Nederlands godsdienstsocioloog en bijzonder hoogleraar aan de Universiteit Leiden.

## Biografie
Ter Borg was zoon van een internist (die negen maanden na zijn geboorte overleed) en een logopediste. Hij studeerde sociologie en filosofie aan de Universiteit van Amsterdam. In 1975 behaalde hij cum laude het doctoraal examen in de sociologie. Hij werkte daarna als wetenschappelijk medewerker bij het wetenschappelijk bureau van de PPR. Hij promoveerde, op dezelfde dag als zijn echtgenote (Marlies Neervoort), te Leiden in 1982 op Nihilisme en de Franse sociologische traditie. Van 1983 tot 2011 was hij verbonden aan de Leidse Universiteit, eerst als universitair docent godsdienstsociologie, en later universitair hoofddocent. In 2007 hield hij er zijn inaugurele rede als bijzonder hoogleraar Niet-institutionele religie in de moderne samenleving aan de Universiteit Leiden. Hij publiceerde verschillende essays en werkte mee aan verscheidene publicaties, te beginnen met zijn echtgenote Marlies ter Borg-Neervoort (1948) aan de Interim-nota wetenschapsbeleid van de werkgroep wetenschapsbeleid van de PPR in 1975. In die jaren verbonden aan de PPR hield hij zich bezig met christendom, socialisme en politiek. In de jaren 1980 was hij betrokken bij het neo-realisme in de politiek. In 1988 werkte hij mee aan een bundel over prof. dr. Willem Banning (1888-1971), bijzonder hoogleraar sociale filosofie en kerkelijke sociologie. Voorts publcieerde hij veel over zingeving, het sterven en publiceerde hij over Bernard de Mandeville (1670-1733). In 2011 ging hij met emeritaat. Prof. dr. M.B. ter Borg overleed eind 2017 op 71-jarige leeftijd.